# Hanna Schwarz
Hanna Schwarz, född den 15 augusti 1943, är en tysk operasångare som sjunger mezzosopran och kontraalt. Hon är också professor vid Hochschule für Musik und Theater Hamburg, Tyskland. 